# Martín José Sanabria
Martín José Sanabria Toro (Caracas, Venezuela, 15 de agosto de 1831 - ibídem, 11 de abril de 1904) fue un político, magistado y académico de Venezuela. Hijo de Tomás José Sanabria y Meleán y de Brígida Rodríguez del Toro, bisnieta de Francisco Rodríguez del Toro e Isturiz. 

## Función pública
En 1857, se graduó de Licenciado en Derecho Civil de la Universidad Central de Venezuela. Tuvo una activa vida pública, ocupando relevantes posiciones en los poderes Ejecutivo, Legislativo y Judicial y destacando así mismo en el campo académico. Fue Consultor Jurídico del Ministerio de Relaciones Exteriores, Diputado al Congreso Nacional, Magistrado de la Corte de Casación, Ministro Plenipotenciario en el Imperio Alemán, Ministro del Interior, Ministro de Instrucción Pública, Ministro de Fomento, Rector de la Universidad Central de Venezuela y Miembro Fundador, Individuo de Número y Director de la Academia Nacional de la Historia.

## Instrucción Pública y Obligatoria
Como Ministro de Instrucción Pública fue el encargado de redactar y poner en práctica el «Decreto de Instrucción Pública y Obligatoria», promulgado el 27 de junio de 1870 por el presidente Antonio Guzmán Blanco. Fue un apasionado de la misión civilizadora de la escuela y de la importancia de la instrucción pública. En 1869, mientras se encontraba exiliado en Curazao, redactó las bases de un programa de educación popular para los venezolanos, producto del estudio de los escritos del pensador argentino Domingo Faustino Sarmiento. Ello serviría de base al Decreto antes referido. Creó la Dirección Nacional de Instrucción Pública y procuró actualizar los conocimientos de los educadores. En este último sentido fundó el semanario El Abcé para difundir ideas educativas que respondieran a las exigencias educativas de la pedagogía más moderna de la época.

## Familia
Fue el quinto de los doce hijos de Tomás José Sanabria y Meleán (1796-1850) y Brígida Rodríguez del Toro y del Toro (1805-1880), bisnieta de Francisco Rodríguez del Toro e Isturiz. El 7 de abril de 1854, se casó con Ignacia Juliana Vollmer Ribas Palacios (1837-1914); nacida en Hamburgo (sobrina nieta de José Félix Ribas, María de la Concepción Palacios y Blanco, Carlos Palacios y Blanco y Esteban Palacios y Blanco, bisnieta de Feliciano Palacios y Sojo, sobrina bisnieta de Pedro Palacios y Sojo, prima segunda de María Antonia Bolívar Palacios, Juana Bolívar Palacios, Juan Vicente Bolívar Palacios y Simón Bolívar, prima tercera de Guillermo Palacios Bolívar, Anacleto Clemente Bolívar y Fernando Bolívar y tía abuela de Gustavo Vollmer Herrera). Tuvieron tres hijos en Caracas: María Teresa de la Encarnación (1860-1864), Martín Federico (1862-1864) y María del Carmen Eugenia (1862-1864), quienes no sobrevivieron a la peste. Luego partieron a Alemania y allí tuvieron dos hijos más: Eduardo José (1864); casado con su prima quinta, María De Las Casas Palacios (hija de Manuel Vicente de las Casas y también tataranieta de Feliciano Palacios y Sojo) y Gustavo Julio (1865), casado con Sofía Boulton Rojas; sobrina de Arístides Rojas y José María Rojas Espaillat, sobrina nieta de Benigno Filomeno de Rojas, tía de Alfredo Boulton, tía abuela de María Teresa Boulton y prima segunda de Ulises Espaillat. 
El Gobierno le solicitó que regresara al país para colaborar con la recuperación de la República, a lo cual Ignacia exigió vivir en un sitio apartado y sano para proteger a sus hijos. En ese momento, se construyó Villa Ignacia; en las colinas verdes y frescas de San José del Ávila, lo que hoy en día es parte de las Avenidas Baralt y Boyacá y donde fueron vecinos de José Gregorio Hernández. 
A los 72 años, después de que su padre cambiara la “B” por la “V” en el apellido, Martín cambió nuevamente la “V” por “B”; en el Registro Público en 1903 